# Turbowarrant
Turbowarrant, en speciell sorts aktieoption.
Warranter är värdepapper, till skillnad från optioner som formellt är avtal. Turbowarranter har kortare löptid än vanliga Warranter. De utfärdas av banker och fondkommissionärer. Den största skillnaden jämfört med normala warranter är att Turbowarranterna kan slås ut före slutdagen. Men även att turbowarranter generellt sett inte påverkas av förändringar i den implicita volatiliteten. Hos en vanlig warrant så gäller att när den underliggande aktien stiger, så sjunker volatiliteten. Det gäller inte turbon. 
Turbowarranten påverkas av kursen  på underliggande aktie eller index, barriären, lösenpriset, tiden till lösen och carry costs dvs. räntan samt eventuella utdelningar. Turbowarranten kontantavräknas på slutdagen, om den inte slagits ut. 
Olika utgivare av warranter och turbowarranter har olika regler för deras specifika warrant. Det finns 19 utgivare av turbowarranter på NDX.

## Exempel
En turbowarrant av köptyp med barriärnivå 95 kronor och lösenpris 90 kronor fungerar på följande sätt. Vi utgår från att slutdatumet för turbowarranten är den 20 augusti 2009. Pariteten i exemplet är 1:1.
Säg att den underliggande aktien vid köpet av warranten är värd 100 kronor. Om aktien inte når barriärnivån 95 kronor, så kommer differensen mellan aktiepriset och lösenpriset att utbetalas den 20 augusti 2009. Om aktien når barriärnivån 95 kronor, så kommer warranten att förtidsinlösas. Från och med att barriärnivån har nåtts, så noteras det lägsta aktiepriset under en tretimmarsperiod. Sedan utbetalas differensen mellan det lägsta aktiepriset och lösenpriset (om detta överstiger noll).